# Pietro de Litala
Pietro de Litala o Pietro Delitala (Bosa, Sardenya, 1550 - 1590?) fou un escriptor sard, fill del vescomte de Sanluri. És considerat el primer poeta sard que emprà l'italià a les seves poesies, a Rime diverse (Càller, 1595), llengua que adoptà després de fugir de Sardenya a causa d'un disputa amorosa i visitar Còrsega i Itàlia, on es va fer amic de Torquato Tasso. Quan tornà a Sardenya fou arrestat per la Inquisició, però fou alliberat per la intercessió del bisbe de Bosa, Giovanni Francesco Fara, a qui dedicà alguns poemes.